# 1788 год в литературе

## События
- Английский публицист Томас Кристи вместе с Джозефом Джонсоном основал влиятельный либеральный журнал «Analytical Review».

## Книги
- «Поль и Виржини» — повесть-притча французского писателя Бернардена де Сен-Пьера
- «Критика практического разума» — основное этическое произведение Иммануила Канта
- «Краткие правила российского правописания для употребления малороссиян по свойству украинского диалекта» — учебное пособие И. А. Переверзева[1][2]
- «Аналитическая механика» — книга французского математика и механика Жозефа Луи Лагранжа
- «Эммелина, или Сирота замка» — первый роман английской писательницы и поэтессы Шарлотты Смит
- «Мэри[англ.]» — первый роман английской писательницы Мэри Уолстонкрафт
- «Мемуары» (посмертно) Луи де Рувруа Сен-Симона
- «Über den Umgang mit Menschen» книга немецкого писателя Адольфа Книгге
- «История упадка и разрушения Римской империи» — 5-6 том труда британского историка Эдварда Гиббона
- «De Fructibus et Seminibus Plantarum» — трёхтомный трактат по ботанике немецкого ботаника и врача Йозефа Гертнера.
- «Auld Lang Syne» — шотландская песня на стихи Роберта Бёрнса

## Родились
- 1 января — Этьен Кабе, французский философ, публицист (ум. 1856).
- 13 января — Николай Гаврилович Левшин, русский помещик, литератор. Оставил записки (Домашний памятник… // Русская Старина. — 1873), ценные для характеристики московских и помещичьих нравов начала XIX в. (ум. 1845).
- 22 января — Лорд Байрон, английский поэт-романтик (умер 1824).
- 29 января — Александр Суме, французский поэт и драматург (ум. 1845).
- 31 января — Феличе Романи, итальянский поэт и драматический писатель, автор либретто опер (ум. 1865).
- 4 февраля — Джон Кенрик, английский историк, автор «Очерка истории первобытной эпохи» (1846), двух книг о Древнем Египте (1841 и 1850), монографии о Финикии (1855) и «Библейских очерков» (1861) (ум. 1877).
- 5 февраля — Карой Кишфалуди, венгерский драматург и поэт (ум. 1830).
- 20 февраля — Валентин Зверковский, польский публицист (ум. 1859).
- 22 февраля — Артур Шопенгауэр, немецкий философ (ум. 1860).
- 29 февраля — Степан Петрович Жихарев, русский писатель и драматург-переводчик, известный главным образом своими дневниками-письмами («Записки современника») (ум. 1860).
- 8 марта — Уильям Гамильтон, британский и шотландский философ-метафизик, научный писатель (ум. 1856).
- 10 марта — Йозеф фон Эйхендорф, немецкий поэт и прозаик (ум. 1857).
- 12 марта — Георге Асаки, молдавский писатель, поэт, историк, драматург (ум. 1869).
- 2 апреля — Франсиско Балагтас, филиппинский тагалоязычный поэт, классик, основоположник тагальского литературного языка (ум. 1862).
- 13 апреля — Дабит Богувер Глован, серболужицкий писатель (ум. 1865).
- 17 апреля — Эдвин Адерстон, английский поэт, прозаик и драматург (ум. 1872).
- 6 мая — Дмитрий Максимович Княжевич, русский писатель, публицист (ум. 1844).
- 11 мая — Михаил Очаповский, польский научный писатель, агроном (ум. 1854).
- 16 мая — Фридрих Рюккерт, немецкий поэт, переводчик, востоковед (ум. 1866).
- 17 мая — Мария Борисовна Даргомыжская, русская поэтесса, драматург и писательница (ум. 1851).
- 10 июня — Александр Дмитриевич Боровков, русский мемуарист (ум. 1856).
- 17 июня — Иоганн Генрих Ахтерфельд, немецкий издатель (ум. 1877).
- 9 августа — Адонирам Джадсон, американский миссионер, переводчик Библии на мьянманский язык, автор первого бирманско-английского словаря (ум. 1850).
- 15 августа — Жозе Мария да Кошта-и-Силва, португальский поэт и литературный критик (ум. 1854).
- 16 августа — Екатерина Алексеевна Авдеева, русская писательница, издательница русских народных сказок, автор книг по домоводству (ум. 1865).
- 24 августа — Бартоломе Идальго, латиноамериканский поэт (ум. 1822).
- 3 сентября — Розалия Ржевуская, польская мемуаристка (ум. 1865).
- 26 сентября — Виктор Д’Арленкур, французский поэт, историк и писатель (ум. 1856).
- 10 октября — Эдуард Шенк, немецкий драматург (ум. 1841).
- 13 октября — Исаак Бер Левинзон, еврейский писатель (ум. 1860).
- 16 ноября — Дмитрий Николаевич Бантыш-Каменский, русский историк, автор «Путешествия в Молдавию, Валахию и Сербию» (М., 1810), «Биографии российских генералиссимусов и генерал-фельдмаршалов» (4 части, СПб., 1840—1841) и «Истории Украины от присоединения её к Российскому государству до отмены гетманства, с общим введением, приложением материалов и портретами» (4 тома, 1822; 2-е издание, 3 тома, Москва, 1830; 3-е издание, 1842)
- 11 декабря — Казимир Андреевич Буйницкий, польский писатель-беллетрист, публицист (ум. 1878).
- 16 декабря — Вильгельм Фредерик Пальмблад, шведский писатель (ум. 1852).
- 18 декабря — Андерс Юхан Гиппинг, финляндский историк, автор трудов по истории Ингерманландии (ум. 1862).
- 24 декабря — Александр Гиро, французский поэт, драматург и романист (ум. 1847).
- Николай Степанович Алексеев, русский офицер, которому А. С. Пушкин посвятил свою поэму «Гавриилиада», а также стихотворения «Приятелю», «Мой милый, как несправедливы» (оба 1821), «Прощай, отшельник бессарабской» (1826).
- Павел Васильевич Баженов, русский военный инженер и писатель (ум. 1819).
- Эдмунд Генри Баркер, английский филолог (ум. 1839).
- Авксентий Матвеевич Мартынов, русский поэт, беллетрист и критик (ум. 1858).
- Тимофей Ферапонтович Никольский, русский писатель (ум. 1848).
- Иван Иванович Носович, русский этнограф, фольклорист и лексикограф, автор «Словаря белорусского наречия», «Сборника белорусских пословиц» в двух томах (1867 и 1869) и «Сборника белорусских песен» (1873) (ум. 1877).
- Николай Александрович Окунев, русский военный писатель (ум. 1850).
- Генриетта Паальцов, немецкая романистка (ум. 1847).
- Луи Франсуа Эммануэль Руссо, французский медик и физиолог, автор различных сочинений по медицине и физиологии, зоологии, естественной истории.
- Василий Иванович Соц, русский писатель, переводчик (ум. 1841).
- Иван Иванович Юрьевич, русский философ, научный писатель.

## Умерли
- 21 января — Иоганн Эрнст Миних, российский политический деятель, мемуарист.
- 24 января — Пьер Летурнер, французский переводчик.
- 13 февраля — Иоасаф (Заболотский), епископ Русской православной церкви, духовный писатель (род. 1744).
- 1 марта — Антоний I, грузинский и российский государственный и церковный деятель, дипломат, писатель, философ, историк, грамматик (род. 1720).
- 2 марта — Соломон Гесснер, швейцарский поэт (род. 1730).
- 7 марта — Карл Фридрих Флегель, немецкий историк литературы (род. 1729).
- 29 марта — Чарльз Уэсли, британский духовный поэт, автор более 5500 евангельских гимнов (род. 1707).
- 15 апреля — Александр Андреевич Волков, русский драматург и переводчик (род. 1736).
- 16 апреля — Жорж-Луи Леклерк де Бюффон, французский натуралист, биолог, математик, естествоиспытатель и писатель.
- 12 мая — Дмитрий Сергеевич Аничков, русский философ-просветитель, логик, публицист.
- 12 июня — Иоганн Андреас Крамер, немецкий поэт (род. 1723).
- 21 июня — Иоганн Георг Гаман, немецкий философ, идеолог литературного движения «Буря и натиск» (род. 1730).
- 17 сентября — Жан-Батист Мерсье Дюпати, французский юрист и писатель (род. 1746).
- 23 сентября — Феофилакт (Горский), епископ Коломенский и Каширский, духовный писатель.
- 27 сентября — Иван Григорьевич Бакмейстер, российский библиограф.
- 24 октября — Франсуа Жан де Шателю, французский писатель, представитель «просветительной» литературы XVIII в.(род. 1735).
- Антон Иванович Попов, русский поэт (род. 1748).